# Melchior Lotter
Melchior Lotter (den yngre) (eller Lotther) (født 1470 i Aue (Sachsen), død 1. februar 1549 i Leipzig) var en tysk bogtrykker og forlægger i Wittenberg og Leipzig. Han trykte de første udgaver af Luthers oversættelse af Bibelen fra 1521.
Lotter havde også tidligere beskæftiget sig med bibeltryk. I 1516 producerede hans trykkeri Psalteren (Salmernes Bog): Psalterium Davidis cum hymnis ex originali haud modica diligentia emendatum.

## "Lutherbiblen"
Det var Melchior Lotter som trykte den første udgave af Martin Luthers tyske oversættelse af Det nye testamente (begyndelsen til Luther-bibelen) i september 1521. Han udgav også de første af de mange senere oplag, som hurtigt blev nødvendige, indtil Hans Luffts trykkeri overtog denne store ordre. 
Lotter trykkede også længe de forskellige oversættelser af Det gamle testamente, efterhånden som han blev færdig med dem. 

## Den første trykte bibel på et skandinavisk sprog
Han udgav også bibeltryk for andre lande. I 1524 kom Det Nye Testamente på dansk, oversat fra latin: Thette ere thet Nøye testamenth paa danske ret effter latinen vdsatthe.
Denne illustrerede udgave af Det Nye Testamente var den første, som blev trykt på dansk, og den første på et skandinavisk sprog overhovedet. (Sveriges første nye testamente udkom i 1526.) Selv om kolofonen siger, at bogen blev trykt i Leipzig, havde bogtrykkeren i årene 1519-25 flyttet trykkeriet fra Leipzig til Wittenberg for at kunne samarbejde tættere med Luther. 
Udgivelsen skete på bestilling fra kong Christian 2. (1481-59), som var gået over til den lutherske bevægelse og nu var i eksil i udlandet. Oversættelsen af det danske testamente var foretaget af Christiern Vinter, Hans Mikkelsen (kongens sekretær og tidligere borgmester i Malmø) og Henrik Smith. Evangelierne og Apostlenes Gerninger var taget fra Erasmus af Rotterdams latinske bibeloversættelse fra 1516, mens udgangspunktet for det øvrige var Luthers tyske oversættelse. Udgivelsen gør brug af den samme titelsideillustration og de samme træsnit af evangelisterne og apostlene, hvormed Georg Lemberger (ca. 1495-ca. 1540) havde illustreret Luthers tyske octavo-version trykt af Lotter i Wittenberg tidligere i 1524. Men den danske udgave havde også træsnit af Christian 2.s portræt og våben, udført af Lucas Cranach d.æ. Udgivelsen indeholdt også et udfald mod den katolske kirke i Danmark, hvilket førte til at værket blev forbudt i Danmark. Lutheranerne havde store vanskeligheder med at smugle oversættelsen ind i Danmark, og da kongen fandt det politisk tjenligt at konvertere tilbage til katolicismen, passede det heller ikke ham at arbejde for dens udbredelse. 
I nutiden (2004) kender man kun til 41 eksemplarer af denne udgave. 
Den første fuldstændige danske bibel kom ikke før i 1550, da en "luthersk2 oversættelse ved Christiern Pedersen (ca. 1480–54) ved kong Christian 3.s dekret blev fastlagt for alle undersåtter, både i Danmark og i Norge. Men denne udgave blev trykt i København.